# 631 هـ
631 هـ هي سنة في التقويم الهجري امتدت مقابلةً في التقويم الميلادي بين سنتي 1233 و1234.

## أحداث
- افتتاح المدرسة المستنصرية في بغداد.

## مواليد
- يحيى بن شرف النووي
- أبو إسحاق إبراهيم بن يحيى
- زين الدين بن المنجا

## وفيات
- سيف الدين الآمدي، فقيه شافعي (ولد 551 هـ)

- طلحة التلمساني